# Фонтне пре Везле
Фонтне пре Везле (фр. Fontenay-près-Vézelay) насеље је и општина у источном делу централне Француске у региону Бургоња, у департману Јон која припада префектури Авалон.
По подацима из 2011. године у општини је живело 148 становника, а густина насељености је износила 9,56 становника/km². Општина се простире на површини од 15,48 km². Налази се на средњој надморској висини од 242 метара (максималној 345 m, а минималној 167 m).

## Демографија
| 1962. | 1968. | 1975. | 1982. | 1990. | 1999. | 2011. |
| ----- | ----- | ----- | ----- | ----- | ----- | ----- |
| 159   | 207   | 182   | 179   | 158   | 131   | 148   |

График промене броја становника у току последњих година